# Золотая медаль имени А. П. Карпинского
Золотая медаль имени А. П. Карпинского (За выдающиеся работы в области геологических наук) — медаль и премия Российской академии наук (в 1947—1991 годах в АН СССР), присуждается российским ученым за выдающиеся научные работы в области геологии, стратиграфии, петрологии и полезных ископаемых.
Медаль и премия названы в честь 100-летия со дня рождения русского геолога, академика Александра Петровича Карпинского (1846—1936).

## История
Постановлением Президиума АН СССР от 27 июня 1946 года была учреждена премия и золотая медаль имени А. П. Карпинского за выдающиеся научные работы по геологии, палеонтологии и петрографии.
Премии (в размере 25 000 рублей) присуждаются раз в 3 года, в 1953—1956 годах премии не присуждались.
С 1985 года премия имени А. П. Карпинского для советских ученых распространяется на такие области науки, как охрана окружающей среды, архитектуры, памятников, а также природоведческие науки.

## Галерея

Внешний вид медали
Обратная сторона медали до 1991 года
Обратная сторона медали после 1991 года

## Список награждённых
- 1947 — Владимир Афанасьевич Обручев, за совокупность работ в области геологических наук
- 1948 — Дмитрий Васильевич Наливкин, за совокупность научных трудов и исследований в области геологии, продолжающих и развивающих идеи академика А. П. Карпинского
- 1949 — Дмитрий Степанович Белянкин, за выдающиеся работы в области петрографии
- 1950 — Вера Александровна Варсанофьева, за совокупность работ в области геологических наук
- 1952 — Александр Александрович Чернов, за совокупность научных трудов в области геологических наук
- 1958 — Сы-гуан Ли, за совокупность научных работ в области геологии, палеонтологии, петрографии и полезных ископаемых
- 1962 — Анатолий Георгиевич Бетехтин, за выдающиеся научные работы в области геологии, петрографии и полезных ископаемых
- 1963 — Дмитрий Иванович Щербаков, по совокупности научных работ в области геологии, петрографии и полезных ископаемых
- 1967 — Николай Михайлович Страхов, по совокупности работ в области геологических наук
- 1970 — Иван Иванович Горский, по совокупности работ в области геологии, палеонтологии, петрографии и полезных ископаемых
- 1973 — Александр Леонидович Яншин, по совокупности работ в области геологии
- 1976 — Владимир Иванович Смирнов, по совокупности работ в области геологии полезных ископаемых
- 1979 — Борис Сергеевич Соколов, по совокупности работ в области палеонтологии, биостратиграфии и палеогеографии позднего докембрия и раннего палеозоя
- 1982 — Александр Вольдемарович Пейве, за серию работ по теме «Строение земной коры континентов и океанов»
- 1985 — Юрий Александрович Косыгин, за достижения в области геологии, тектоники и геофизики
- 1988 — Владимир Васильевич Меннер, за выдающиеся заслуги в развитии геологической науки
- 1991 — Виктор Ефимович Хаин, за выдающиеся труды в области геотектоники и палеогеографии
- 1996 — Юрий Михайлович Пущаровский, за совокупность работ по региональной геологии, тектонике и геодинамике континентов и океанов
- 2006 — Юрий Георгиевич Леонов, за серию работ в области теоретической геотектоники
- 2011 — Александр Иванович Жамойда, за совокупность работ в области геологии, палеонтологии, стратиграфии и геологического картирования
- 2016 — Николай Павлович Лавёров, за выдающиеся работы по изучению топливных ресурсов для ядерной и углеводородной энергетики, пионерские исследования по геологии Российской Арктики, геоэкологии и изучению Земли из космоса.
- 2021 — Федонкин, Михаил Александрович, за выдающиеся работы в области стратиграфии и палеонтологии протерозоя, ранней истории биосферы и эволюционной биогеохимии